# Вицко Вуковић
Вицко Вуковић (XVI вијек) био је син и насљедник штампарије свога оца Божидара Вуковића.
Због турске најезде на Балкан живјео је у Венецији, али није заборављао своје српско поријекло. Подаци о њему су оскудни, сачувани у једном његовом писму. У писму од 1546. године, између осталога, пише: "... за успомену на свога поштованога оца, војводу Божидара Вуковића, ради учвршћивања вере Христове, и помоћи народу његовом, да се угледам, према својим могућностима, на претке који потичу од племена побожних владара српске земље, Од Белога Константина Првог, почев од побожног и првог хришћанског цара, до времена славнога Вука деспота, и Бранка Вуковића, и Стефана деспота, како се налази у родослову краљева и царева српских... Будући на самртној постељи, пожеле да умре у својој отаџбини. И тако је, по смрти његовој, с вељим потрошком, из далеке земље, лета Господњег 1540, пренето његово мртво тело у отаџбину, и покопано у цркви Старчеве Горице, на Скадарском језеру."
Пред крај писма пише: "Зато свим срцем молим вашу доброту, ако нађете стару књигу писану у српској земљи, пошаљите ми је, да је штампам, за спомен прецима, и хвалу Христову... (То ми је) циљ. Виценцо Вуковић. У Венецији, лета 1546."